# Norte antioqueño
El Norte antioqueño es una subregión del departamento colombiano de Antioquia. Se encuentra ubicada dentro de la Cordillera Central, entre el área norte del Valle de Aburrá y el nudo de Paramillo, límite de la Cordillera Occidental.
Su capital en la antigüedad fue la ciudad de Santa Rosa de Osos desde 1864 hasta 1905, tiempo que duró la prefectura Norte durante la época de la federalización del país. Existen 2 ciudades importantes en la zona: al norte de la subregión, en la zona de vertiente hacia los ríos Cauca y Nechí, la ciudad de Yarumal es el principal y único centro de bienes y servicios de su zona de influencia; al sur, Santa Rosa de Osos, en el Altiplano, es la principal localidad en urbanismo, servicios públicos y capital de la Diócesis. Sin embargo, el municipio más extenso es Ituango, situado en límites con el departamento de Córdoba, con 2347 kilómetros cuadrados de extensión, más que Santa Rosa y Yarumal juntos.

## Geografía
El Norte se subdivide en dos zonas que por sus características demográficas y geográficas bien parecen 2 regiones diferentes entre sí: 
- La del Altiplano, conformada por los municipios de Santa Rosa de Osos (centralidad), San Pedro de los Milagros, San José de la Montaña, Donmatías, Entrerríos, Belmira, Carolina del Príncipe, Gómez Plata y Guadalupe, la zona sur de la subregión, que cuenta con una economía más sólida, además de ser más pequeña y poblada.
- Y la de la vertiente hacia los ríos Cauca y Nechí, que se divide a su vez en 2 subzonas; la primera de estas subzonas es la conocida como "Chorros Blancos"  donde se encuentran los municipios de Yarumal, Angostura, Briceño,  Campamento y Valdivia, un territorio donde Yarumal es la centralidad que abarca a estos municipios comercial y económicamente casi de manera absoluta. Por su parte Ituango, Toledo y San Andrés de Cuerquia, pertenecen también geográficamente a la zona de vertiente, pero forman una subzona independiente con una relación económica mucho más ligada a la zona del Altiplano, debido entre otras cosas a que la vía de comunicación hacia ellos atraviesa transversalmente el Altiplano y está aislada de la zona de influencia de Yarumal.[1]  En su conjunto la zona de vertiente es mucho más extensa y despoblada que la del Altiplano.

Estas 2 zonas se unen geográficamente por la Ruta Nacional 25, que comunica las 2 ciudades centrales de la subregión, (Yarumal y Santa Rosa) que mantienen una estrecha relación comercial y poblacional.
El Norte tiene una gran riqueza hídrica, posee 4 grandes cuencas a las que desaguan importantes ríos dentro de su territorio; lo que ha posibilitado la construcción de numerosas hidroeléctricas. 
1. Cuenca del Cauca: El río Cauca es el eje del sistema hidrográfico y sirve como sistema de comunicación en algunos tramos.[1] esta cuenca incluye a los ríos San Andrés, Valdivia, Espíritu Santo, Sinitavé, Ituango, Pescador, San Juanito, San Matías, San Agustín, San Sereno, Tarazá y Aurrá. Es la cuenca más extensa y posee el embalse de Hidroituango.
2. Cuenca del Nechí: El río Nechí nace en el Norte y a su cuenca pertenecen dentro de la subregión los ríos Dolores, Pajarito, San Alejandro, Tenche, Mina Vieja-Concepción, San José, San Julián y San Pablo. Es la segunda cuenca más extensa y en su territorio está el embalse de Miraflores.
3. Cuenca del Grande: El río Grande nace y muere dentro de la subregión, su cuenca incluye a los ríos Chico y Chocó. Es la cuenca más extensa e importante del altiplano, posee los embalses de Quebradona, Riogrande I y II.
4. Cuenca del Guadalupe: La cuenca del río Guadalupe, es la cuarta  más extensa de la subregión, posee el embalse de Troneras.

Además de estos,pasan por el Norte en pequeñas porciones de territorio, los ríos Porce, con sus embalses Porce II y III, y los ríos San Jorge y Sinú que nacen en Ituango.
El accidente geográfico más importante de la subregión es el Nudo de Paramillo donde está ubicado el Parque nacional natural Paramillo. Allí nacen las serranías de Abibe, San Jerónimo y Ayapel y los ríos San Jorge y Sinú. Se encuentran también zonas boscosas, los robledales en los municipios de Yarumal, Belmira, Entrerríos, San José de la Montaña, Santa Rosa de Osos y el bosque de Miraflores en Carolina del Príncipe con 5 mil hectáreas que protegen el embalse del mismo nombre. Y los bosques de pino pátula, eucalipto y ciprés plantados con fines comerciales en Angostura, San Pedro, Don Matías, Carolina y Entrerríos.
En general, es la región más fresca del departamento, donde ninguna cabecera municipal conformantes está ubicada en el piso térmico cálido; salvo algunos centros poblados, hecho extraño si se tiene en cuenta que más del 90% de los municipios colombianos son de clima cálido, en esta subregión, solo se asientan las cabeceras en lugares fríos y templados.

## Historia
En 1863 se constituyen los Estados Unidos de Colombia, país compuesto por un total de 9 estados soberanos y federados a perpetuidad, según la constitución; Antioquia era uno de esos estados, permaneciendo con los mismos límites de 1857.
La división interna del estado cambió varias veces de forma y de nombre, hasta que en 1863 finalmente se adoptaron nueve departamentos, los cuales serían a la larga los que darían origen a las subregiones en las que Antioquia está dividida hoy.
El Norte era uno de esos departamentos y su capital fue la ciudad de Santa Rosa de Osos desde el año 1864 hasta 1886, tiempo que duró la condición de estado soberano federal. A partir de este año el Norte pasó a ser un Cantón, contando como capital a Santa Rosa de Osos hasta 1905.
La crisis económica surgida a causa de la Guerra de los Mil Días y la separación de Panamá llevó al gobierno de Rafael Reyes a realizar varias reformas administrativas que llevaron a una reorganización político administrativa profunda del país. De estas reformas surge la ley del 11 de abril de 1905, que segrega las provincias Sur de Antioquia y las provincias de Robledo y Marmato del Cauca, creando así un nuevo departamento con el nombre de Caldas y con capital en Manizales. Como retribución por haberle segregado parte de su territorio, el gobierno le regresó a Antioquia la región de Urabá.
En 1905, Santa Rosa de Osos junto con los territorios de los actuales municipios de la zona del Altiplano, Entrerríos, Donmatías, Carolina del Príncipe, Gómez Plata y Guadalupe, deciden separarse del cantón del Norte, que quedó formado solo por los municipios de la zona de vertiente y el Altiplano comienza a formar parte del cantón del Nordeste, con Santa Rosa como capital. Durante este periodo la capitalidad del Norte que quedó acéfala con la segregación de la zona del altiplano, fue cedida por Santa Rosa a Yarumal, por un tiempo breve, ya que una segunda reforma llevada a cabo por Rafael Reyes en 1908 subdividió aún más los departamentos existentes hasta ese momento. Es de este modo que Antioquia fue dividida en 4 departamentos: Antioquia, Medellín, Jericó y Sonsón; de los cuales todo lo que fue el Norte y Nordeste quedaron perteneciendo al departamento de Medellín y Santa Rosa y Yarumal dejaron de ser capitales, al centralizar a partir de ese momento las competencias al gobierno central de Antioquia en Medellín.

## Economía
Las principales actividades productivas que se realizan en la zona son la ganadería, cría de cerdos, cultivo de papa, fríjol, maíz, plátano, caña de azúcar, café, hortalizas, y en menor escala papaya, ahuyama, mora, vitoria, breva, cilantro.
El desarrollo industrial está configurado alrededor de fábricas de lácteos y carnes, en tanto en Donmatías y Entrerríos han impulsado la creación de fábricas de confección donde se maquila. En Yarumal existen minas de talco en una mina ubicada en la vereda Mortiñal a 11 kilómetros de la cabecera municipal, vía al centro poblado Cedeño. En Campamento está la mina de Asbesto en La Solita.
En la región la riqueza hídrica ha sido aprovechada para la generación de energía. Cuenta con cuatro embalses inmersos en la subregión: Quebradona, Troneras, Miraflores y Riogrande, los embalses de Porce II y Porce III en límites con el Nordeste y el megaproyecto Hidroituango, que comparte con la región del Occidente, una obra que sumerge los centros poblados de Orobajo y Barbacoas, ubicados más allá del límite del Norte.
|                    |
| Salto de Guadalupe |

|                      |
| Embalse de Riogrande |

|                                                      |
| Iglesia de Nuestra Señora del Rosario, en Campamento |

|                     |
| Peñón de Entrerríos |

## Turismo
El turismo ecológico, los paisajes de climas templados y fríos, el agroturismo y las peregrinaciones católicas como a Angostura al santuario del Padre Marianito, son algunas de las principales actividades que realizan los visitantes de esta subregión antioqueña.
Parte de esta subregión se posa sobre un Altiplano que entrelaza paisajes con abundante arquitectura colonial, que sumado a las actividades agropecuarias la convierten en una zona única del departamento. La denominada "Ruta de la Leche" hace alusión a la principal actividad económica de la mayoría de sus municipios.
Las montañas del norte antioqueño son las que más atraen a los visitantes en el departamento.
Entre los lugares más visitados, destacan por el turismo religioso Angostura (donde está el Santuario del Padre Marianito), Santa Rosa (el de mayor tradición religiosa con más de 30 templos católicos en todo el municipio, aproximadamente 10 en el área urbana, donde destaca la Catedral y la basílica santuario de la Virgen de las Misericordias), Carolina (donde se asienta el famoso Santuario de la Conchita), Yarumal (la majestuosa Basílica La Merced) y San Pedro de los Milagros (donde se ubica quizá el templo católico más hermoso de Antioquia, la Basílica menor del Señor de los Milagros), municipios con una extensa historia en el campo cultural, donde además se puede visitar una serie de museos y obras de arte históricas.
En el turismo ecológico Carolina, Gómez Plata, Ituango y Belmira, gozan de paisajes privilegiados como el Páramo de Belmira-Santa Inés, el salto del río Guadalupe y el Nudo de Paramillo.

## División administrativa

Municipios del Norte.

El Norte antioqueño está conformado por diecisiete (17) municipios, compuestos en conjunto por 46 centros poblados y 568 veredas, distribuidos de la siguiente manera:
| Municipio                 | Centros poblados principales                                           | Otros centros poblados                                 | Número de veredas | Extensión |
| ------------------------- | ---------------------------------------------------------------------- | ------------------------------------------------------ | ----------------- | --------- |
| Angostura                 | - Llanos de Cuibá                                                      |                                                        | 45                | 387 km²   |
| Belmira                   | - Labores                                                              | - Río Arriba                                           | 14                | 279 km²   |
| Briceño                   | - Berlín (Pueblo Nuevo) - Las Auras                                    | - El Roblal - Travesías                                | 34                | 401 km²   |
| Campamento                | - La Solita                                                            | - Llanadas                                             | 48                | 200 km²   |
| Carolina del Príncipe     |                                                                        |                                                        | 6                 | 166 km²   |
| Donmatías                 | - Bellavista                                                           | - Arenales - Montera - Pradera                         | 16                | 181 km²   |
| Entrerríos                |                                                                        |                                                        | 12                | 219 km²   |
| Gómez Plata               | - El Salto - San Matías                                                | - Vega de Botero                                       | 26                | 360 km²   |
| Guadalupe                 |                                                                        | - Barrio Nuevo - El Machete - Guadalupe IV - Guanteros | 24                | 87 km²    |
| Ituango                   | - El Aro - Builópolis - La Granja - Santa Rita de Ituango              | - Pascuita - Pio X - Santa Ana - Santa Lucía           | 101               | 2347 km²  |
| San Andrés de Cuerquia    |                                                                        |                                                        | 34                | 177 km²   |
| San José de la Montaña    |                                                                        |                                                        | 8                 | 127 km²   |
| San Pedro de los Milagros | - Llano de Ovejas                                                      |                                                        | 21                | 229 km²   |
| Santa Rosa de Osos        | - Aragón - Hoyorrico - Riogrande - San Isidro - San Pablo Porce        |                                                        | 73                | 812 km²   |
| Toledo                    | - Buenavista - El Valle                                                | - El Brugo                                             | 18                | 139 km²   |
| Valdivia                  | - Puerto Raudal - Puerto Valdivia                                      | - Raudal Viejo                                         | 36                | 545 km²   |
| Yarumal                   | - Cedeño - El Cedro - El Pueblito - La Loma - Llanos de Cuivá - Ochalí | - Mina Vieja                                           | 52                | 724 km²   |